# Matías Leichner
Matías Leichner (Córdoba, Argentina, 2 de julio de 1987) es un futbolista argentino. Juega de delantero y su primer equipo fue Talleres de Perico. Actualmente milita en General Paz Juniors Es hermano menor del también futbolista Christian Leichner.

## Clubes
| Club                                 | País      | Año       |
| ------------------------------------ | --------- | --------- |
| Talleres de Perico                   | Argentina | 2008      |
| General Paz Juniors                  | Argentina | 2009-2011 |
| Complejo Deportivo                   | Argentina | 2011-2012 |
| Deportes Naval                       | Chile     | 2012      |
| Atenas de Río Cuarto                 | Argentina | 2013      |
| Alianza Coronel Moldes               | Argentina | 2013-2014 |
| 9 de Julio de Morteros               | Argentina | 2014-2015 |
| Mitre de Santiago del Estero         | Argentina | 2015      |
| Atenas de Río Cuarto                 | Argentina | 2016-2017 |
| Racing de Córdoba                    | Argentina | 2017-2018 |
| Argentino Peñarol                    | Argentina | 2018-2022 |
| General Paz Juniors                  | Argentina | 2022-2023 |
| Club Atlético Talleres de Berrotarán | Argentina | 2023-     |

- Datos: Q6792102